# Паршин, Геннадий Васильевич
Геннадий Васильевич Паршин (род. 29 мая 1939, Алма-Ата) — советский волейбольный тренер. Заслуженный тренер Казахской ССР (1965) и Латвийской ССР (1971), заслуженный тренер СССР (1981).

## Биография
Провёл детство в Алма-Ате. В период учёбы в Казахском институте физической культуры играл за студенческую сборную Казахстана, руководимую Октябрём Джарылкаповым, и уже тогда начал заниматься тренерской деятельностью. В 1960-е годы Паршин работал с юношескими и молодёжными сборными Казахской ССР — многие из его воспитанников затем составили костяк «Буревестника», ставшего в 1969-м году чемпионом СССР и дважды бравшего Кубок чемпионов.
Наибольшую известность Геннадию Паршину принесла работа в рижском «Радиотехнике», с которым он был связан с 1969 по 1992 год. Под его руководством рижане в 1984 году стали чемпионами СССР, прервав казавшуюся вечной гегемонию ЦСКА, а составленная из игроков «Радиотехника» сборная Латвийской ССР трижды выигрывала медали на спартакиадах народов СССР. В 1978—1981 годах Паршин также работал старшим тренером молодёжной сборной СССР, ставшей в 1981-м году чемпионом мира, а в 1986—1989 годах возглавлял главную команду страны.
Первым испытанием для сборной СССР при Паршине стали Игры доброй воли в Москве. В драматичном, красивейшем, затянувшемся глубоко за полночь финальном матче против сборной США волейболисты СССР вырвали победу в пяти партиях. Яркой получилась победа и на чемпионате Европы в Бельгии в 1987 году, но на мировых форумах — чемпионате мира 1986 года и Олимпийских играх в Сеуле — обновлённая сборная СССР стать первой не смогла, уступив американцам, а после Кубка мира 1989, где советская команда замкнула тройку призёров, Паршина у руля национальной команды сменил Вячеслав Платонов.
После распада СССР Геннадий Васильевич переехал в Турцию. В 1997 году в связи с победой стамбульского «Неташа» в национальном чемпионате и выхода команды в финал Кубка Европейской конфедерации волейбола он был признан лучшим иностранным тренером страны. В этот период Паршин на общественных началах также работал со сборной Турции, которая под его руководством впервые с 1966 года добилась права играть в финальном турнире чемпионата мира. В 1999 году покинул Турцию после того, как клубу «Неташ» было отказано в финансировании, и команда распалась.
Новый период тренерской деятельности Геннадия Паршина был связан с Японией. В течение семи лет, с 1999 по 2006 год, он вместе с одним из своих самых известных учеников, Олегом Антроповым, возглавлял клуб высшей лиги «Джей-Ти» (Japan Tobacco). С ними команда добилась наивысших в своей истории успехов, несколько раз становилась призёром национальных соревнований.
Следующие два сезона Геннадий Паршин вновь провёл в Турции, где координировал деятельность мужской сборной страны. В октябре 2008 года возглавил мужскую сборную Казахстана и её базовый клуб — «Алматы». В 2014—2017 годах работал тренером-координатором юниорской, молодёжной и взрослой сборных Казахстана и команды «Алматы».

## Достижения
В должности главного тренера
- С клубом «Радиотехник» (Рига): чемпион СССР (1983/84), серебряный (1982/83, 1985/86, 1986/87) и бронзовый (1982, 1989/90, 1990/91) призёр чемпионатов СССР; серебряный (1983, 1984, 1986) и бронзовый (1990) призёр Кубка СССР.
- Со сборной Латвийской ССР: победитель Спартакиады народов СССР (1983), серебряный призёр Спартакиады народов СССР (1979).
- С мужской молодёжной сборной СССР: чемпион мира (1981).
- С мужской сборной СССР: победитель Игр доброй воли (1986), серебряный призёр чемпионата мира (1986), чемпион Европы (1987), серебряный призёр Игр XXIV Олимпиады, бронзовый призёр Кубка мира (1989).
- С клубом «Неташ» (Стамбул): чемпион Турции (1996/97, 1997/98, 1998/99), бронзовый призёр чемпионата Турции (1995/96), победитель Кубка Турции (1993/94, 1996/97, 1997/98, 1989/99), финалист Кубка ЕКВ (1996/97).
- С клубом «Джей-Ти» (Хиросима): серебряный (2000/01, 2002/03, 2003/04) и бронзовый (2004/05) призёр чемпионатов Японии, обладатель Кубка Императора (2001, 2004).
- С клубом «Алматы» (Алма-Ата): чемпион Казахстана (2008/09, 2009/10, 2010/11, 2011/12, 2012/13), обладатель Кубка Казахстана (2010), серебряный призёр клубного чемпионата Азии (2011).